# Berlanga del Bierzo
Berlanga del Bierzo és un municipi de la província de Lleó a la comunitat autònoma de Castella i Lleó. Forma part de la comarca d'El Bierzo. Inclou les poblacions de Langre i San Miguel de Langre.

## Demografia
| 1991 | 1996 | 2001 | 2004 |
| ---- | ---- | ---- | ---- |
| 499  | 459  | 396  | 409  |